# Boos (Seine-Maritime)
Pour les articles homonymes, voir Boos.
Ne doit pas être confondu avec Boos (Landes).
Boos [bos] est une commune française située dans le département de la Seine-Maritime en région Normandie.
L'aéroport Rouen Vallée de Seine est situé à la limite du territoire de la commune.

## Géographie
Boos est une ville péri-urbaine. Elle se trouve dans le Nord-Ouest de la France.

### Voies de communication et transports
Boos se trouve le long de la route départementale 6014.
La commune est desservie par la ligne de bus 13 qui permet de rejoindre le centre-ville de Rouen en une demi-heure.

### Hydrographie
La commune est située dans le bassin Seine-Normandie. Elle n'est drainée par aucun cours d'eau,.

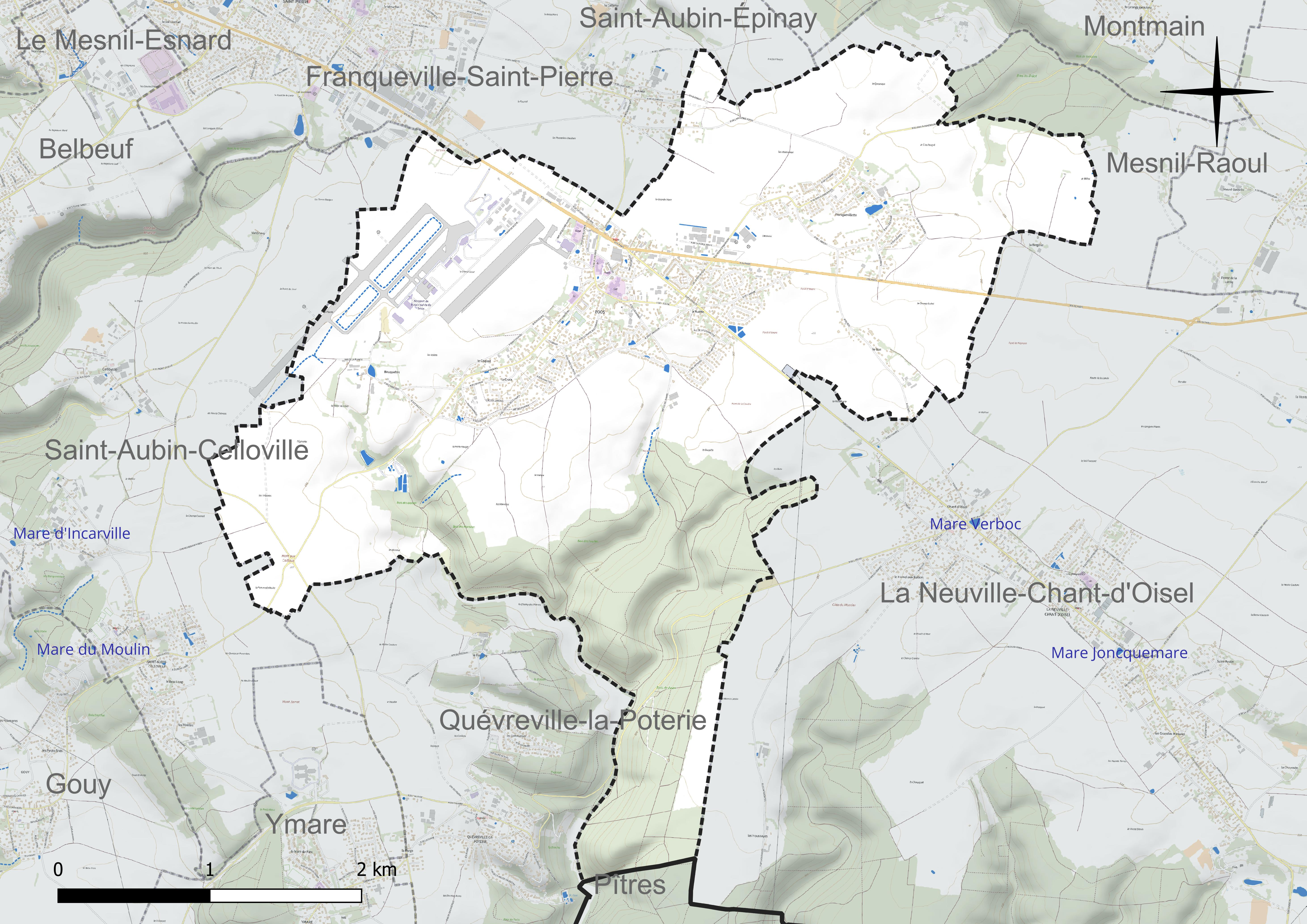
Réseau hydrographique de Boos.

### Climat
Le climat qui caractérise la commune est qualifié, en 2010, de « climat océanique dégradé des plaines du Centre et du Nord », selon la typologie des climats de la France qui compte alors huit grands types de climats en métropole. En 2020, la commune ressort du type « climat océanique altéré » dans la classification établie par Météo-France, qui ne compte désormais, en première approche, que cinq grands types de climats en métropole. Il s’agit d’une zone de transition entre le climat océanique, le climat de montagne et le climat semi-continental. Les écarts de température entre hiver et été augmentent avec l'éloignement de la mer. La pluviométrie est plus faible qu'en bord de mer, sauf aux abords des reliefs.
Les paramètres climatiques qui ont permis d’établir la typologie de 2010 comportent six variables pour les températures et huit pour les précipitations, dont les valeurs correspondent à la normale 1971-2000. Les sept principales variables caractérisant la commune sont présentées dans l'encadré ci-après.
| Paramètres climatiques communaux sur la période 1971-2000 - Moyenne annuelle de température : 10,3 °C - Nombre de jours avec une température inférieure à −5 °C : 3,3 j - Nombre de jours avec une température supérieure à 30 °C : 1,8 j - Amplitude thermique annuelle : 13,7 °C - Cumuls annuels de précipitation : 818 mm - Nombre de jours de précipitation en janvier : 12,8 j - Nombre de jours de précipitation en juillet : 8,5 j |

Avec le changement climatique, ces variables ont évolué. Une étude réalisée en 2014 par la Direction générale de l'Énergie et du Climat complétée par des études régionales prévoit en effet que la  température moyenne devrait croître et la pluviométrie moyenne baisser, avec toutefois de fortes variations régionales. La station météorologique de Météo-France installée sur la commune et mise en service en 1968 permet de connaître en continu l'évolution des indicateurs météorologiques. Le tableau détaillé pour la période 1981-2010 est présenté ci-après.
La température moyenne annuelle évolue de 10,1 °C pour la période 1971-2000 à 10,5 °C pour 1981-2010, puis à 11 °C pour 1991-2020. 
| Mois                                             | jan.          | fév.          | mars          | avril        | mai          | juin        | jui.         | août         | sep.         | oct.         | nov.         | déc.          | année      |
| ------------------------------------------------ | ------------- | ------------- | ------------- | ------------ | ------------ | ----------- | ------------ | ------------ | ------------ | ------------ | ------------ | ------------- | ---------- |
| Température minimale moyenne (°C)                | 1,6           | 1,6           | 3,5           | 5,2          | 8,3          | 11,1        | 13           | 13,1         | 10,6         | 8            | 4,6          | 2,1           | 6,9        |
| Température moyenne (°C)                         | 4,3           | 4,8           | 7,5           | 10           | 13,1         | 16,1        | 18,2         | 18,2         | 15,3         | 11,7         | 7,5          | 4,7           | 10,9       |
| Température maximale moyenne (°C)                | 6,9           | 7,9           | 11,4          | 14,8         | 17,9         | 21,1        | 23,4         | 23,4         | 20,1         | 15,4         | 10,4         | 7,3           | 15         |
| Record de froid (°C) date du record              | −17,1 17.1985 | −13,4 07.1991 | −10,4 07.1971 | −4,8 10.1977 | −2,2 03.1981 | 1,1 01.1975 | 5,9 11.1990  | 5 28.1974    | 2,1 23.1979  | −3,2 30.1997 | −8,3 24.1998 | −11,3 29.1996 | −17,1 1985 |
| Record de chaleur (°C) date du record            | 15,7 01.2022  | 19,7 27.2019  | 24,4 31.2021  | 27,4 20.2018 | 30 13.1998   | 36 21.2017  | 41,3 25.2019 | 38,4 09.2020 | 34,3 10.2023 | 28,3 10.2023 | 20,3 07.2015 | 15,6 07.2000  | 41,3 2019  |
| Ensoleillement (h)                               | 52,2          | 76,6          | 119,3         | 164,6        | 182,2        | 196,6       | 199,5        | 190,1        | 159,1        | 107,6        | 57,8         | 48,9          | 1 554,4    |
| Précipitations (mm)                              | 75,6          | 65            | 61,6          | 55,9         | 67,2         | 64,3        | 64,4         | 69,8         | 62,1         | 79,4         | 80,4         | 101,8         | 847,5      |
| dont nombre de jours avec précipitations ≥ 1 mm  | 13,8          | 11,5          | 10,9          | 10           | 10,7         | 9,4         | 9            | 9,6          | 9,3          | 12,7         | 13,1         | 14,1          | 134        |
| dont nombre de jours avec précipitations ≥ 5 mm  | 5,2           | 4,8           | 4,5           | 4,3          | 4,3          | 4,1         | 4,1          | 4,1          | 4,3          | 5,6          | 5,8          | 7,1           | 58,3       |
| dont nombre de jours avec précipitations ≥ 10 mm | 1,9           | 1,6           | 1,7           | 1,4          | 2            | 1,9         | 1,8          | 2,2          | 1,8          | 2,2          | 2,3          | 3,5           | 24,3       |
| Nombre de jours avec neige                       | 2,3           | 3,7           | 1,5           | 0,7          | 0            | 0           | 0            | 0            | 0            | 0            | 0,9          | 2,5           | 11,6       |

## Urbanisme

### Typologie
Au 1er janvier 2024, Boos est catégorisée bourg rural, selon la nouvelle grille communale de densité à sept niveaux définie par l'Insee en 2022.
Elle appartient à l'unité urbaine de Rouen, une agglomération inter-départementale regroupant 50  communes, dont elle est une commune de la banlieue,,. Par ailleurs la commune fait partie de l'aire d'attraction de Rouen, dont elle est une commune de la couronne,. Cette aire, qui regroupe 317 communes, est catégorisée dans les aires de 200 000 à moins de 700 000 habitants,.

### Occupation des sols
L'occupation des sols de la commune, telle qu'elle ressort de la base de données européenne d’occupation biophysique des sols Corine Land Cover (CLC), est marquée par l'importance des territoires agricoles (57,1 % en 2018), en diminution par rapport à 1990 (58,5 %). La répartition détaillée en 2018 est la suivante : 
terres arables (48,5 %), forêts (20,1 %), zones urbanisées (14,4 %), prairies (8,6 %), zones industrielles ou commerciales et réseaux de communication (8,4 %). L'évolution de l’occupation des sols de la commune et de ses infrastructures peut être observée sur les différentes représentations cartographiques du territoire : la carte de Cassini (XVIIIe siècle), la carte d'état-major (1820-1866) et les cartes ou photos aériennes de l'IGN pour la période actuelle (1950 à aujourd'hui).

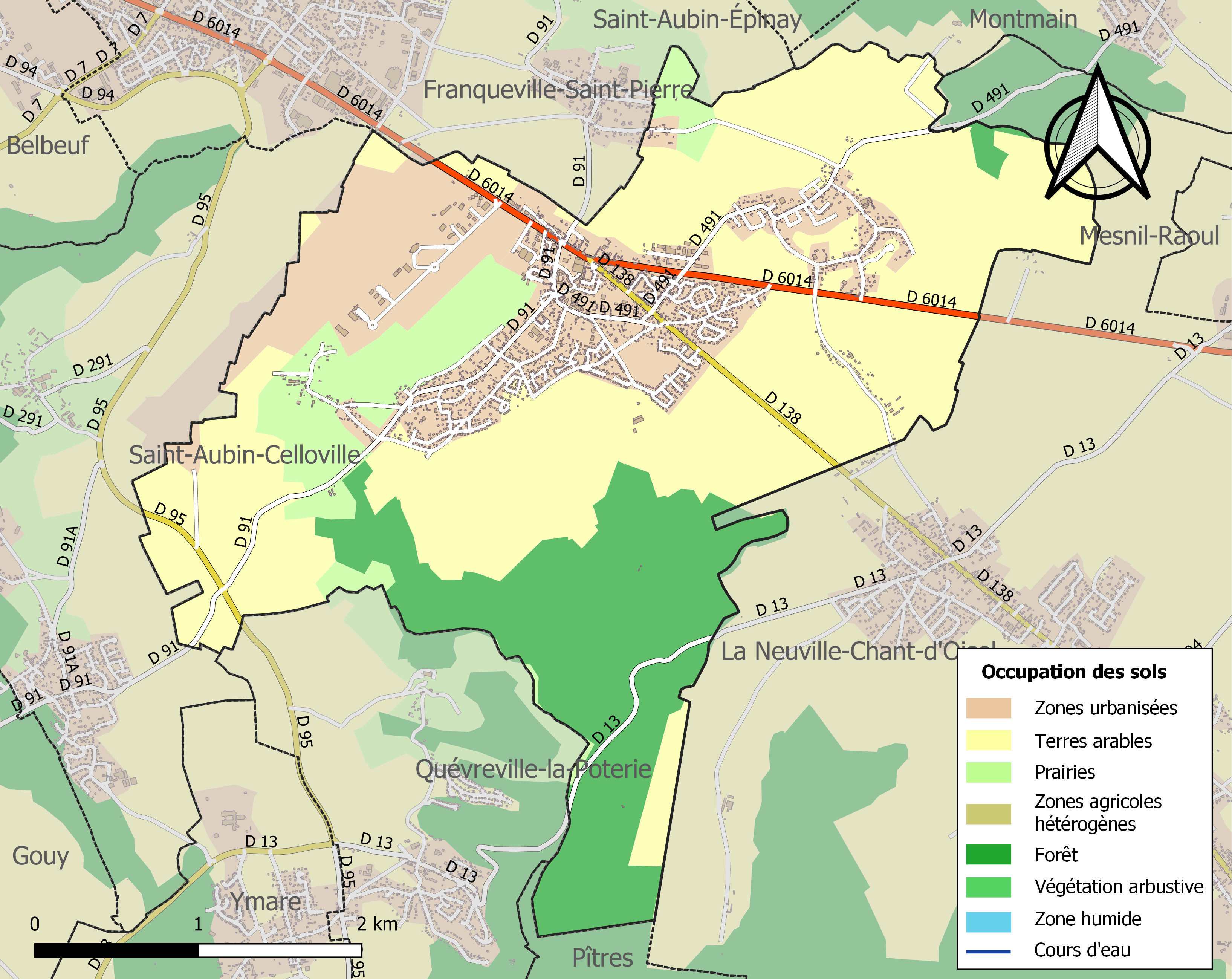
Carte des infrastructures et de l'occupation des sols de la commune en 2018 (CLC).

## Toponymie
Le nom de la localité est mentionné sous les formes Bodes en 1030 - 1040, puis Bothas vers 1049.
Il s'agit d'un appellatif toponymique issu du norrois both « baraque, maison, village » (comprendre bóð, variante du vieux norrois búð cf. anglais booth). Le -s final est la marque du nominatif pluriel en vieil anglais, d'où l'homonymie avec Booth (en) (Grande-Bretagne, Yorkshire). Il est confondu avec l'accusatif pluriel du latin dans les textes. Au singulier, both a donné -beuf (cf. Belbeuf, Elbeuf, etc.).
Homonymie avec Boos, hameau à Bonnetot (Boes fin XIIe siècle). Homographie avec Boos (Landes, Bost XIe – XIIe siècle, cartulaire de Dax).

## Histoire
L'origine de Boos remonte à l'époque de Rollon. Jusqu'à la Révolution française, c'est une paroisse de l'abbaye Saint-Amand de Rouen, simple village avec plein fief de haubert et cure appartenant. La présence d'un château fort est attestée dans la forêt de Boos.
 
Le colombier est érigé vers 1520. L'abbesse Guillemette d'Assy commande la décoration de ce colombier à Masseot Abaquesne. 
 
En 1592, Henri IV, levant le siège de Rouen, recula jusqu'à Boos et y tint ses troupes rangées pendant trente heures dans la crainte d'une attaque de la Ligue.
  
Elle devient à la Révolution chef-lieu de canton, au détriment de Mesnil-Esnard, Bonsecours et Amfreville-la-Mi-Voie, bien plus peuplées à l'époque. 

Elle fusionna en 1824 avec l'ancienne paroisse de Franquevillette (Franchevilletta vers 1034).

En septembre 1914, un commando allemand chargé de faire sauter le pont d'Oissel, traversa le village, à bord de véhicules à moteur. 

Depuis 1937, un terrain d'aviation existe sur la commune, il est utilisé par les militaires pendant la Seconde Guerre mondiale.
 
En 1968, l'aéroport est ouvert à la circulation aérienne publique.

## Politique et administration

### Liste des maires
| Période                                  | Période                       | Identité            | Étiquette                                 | Qualité                             |
| ---------------------------------------- | ----------------------------- | ------------------- | ----------------------------------------- | ----------------------------------- |
| Les données manquantes sont à compléter. |                               |                     |                                           |                                     |
| 1838                                     | 1845                          | Liot                |                                           |                                     |
| 1868                                     | 1872                          | André Voinchet      |                                           | Avoué                               |
| 1881                                     | 1904                          | Jules Chemin        | Parti républicain libéral et progressiste | Éleveur                             |
| 9 mai 1907                               | 6 mai 1942                    | Émile Foliot        | SE                                        | Notaire                             |
| 1942                                     | 1955                          | Georges Dumort      | SE                                        | Retraité                            |
| 1955                                     | 1968                          | Alfred Hellot       | SE                                        | Menuisier                           |
| Les données manquantes sont à compléter. |                               |                     |                                           |                                     |
| juin 1995                                | mars 2008                     | Yves Grisel         | DVD                                       | Agriculteur                         |
| mars 2008                                | avril 2014                    | Michel Bovin        | SE                                        | Retraité                            |
| avril 2014                               | mai 2020                      | Françoise Tiercelin | SE                                        | Retraitée                           |
| mai 2020                                 | En cours (au 19 janvier 2021) | Bruno Grisel        | DVD                                       | Technico-commercial, ancien adjoint |

## Population et société

### Démographie
Boos comprend au XIIIe siècle 100 ménages (environ 500 habitants), pour tomber à 70 ménages en 1707.
L'évolution du nombre d'habitants est connue à travers les recensements de la population effectués dans la commune depuis 1793. Pour les communes de moins de 10 000 habitants, une enquête de recensement portant sur toute la population est réalisée tous les cinq ans, les populations de référence des années intermédiaires étant quant à elles estimées par interpolation ou extrapolation. Pour la commune, le premier recensement exhaustif entrant dans le cadre du nouveau dispositif a été réalisé en 2004.

En 2022, la commune comptait 3 975 habitants, en évolution de +5,89 % par rapport à 2016 (Seine-Maritime : +0,35 %, France hors Mayotte : +2,11 %).
| 1793 | 1800 | 1806 | 1821 | 1831 | 1861 | 1876 | 1881 | 1886 |
| ---- | ---- | ---- | ---- | ---- | ---- | ---- | ---- | ---- |
| 626  | 662  | 672  | 625  | 927  | 795  | 730  | 687  | 674  |

| 1891 | 1896 | 1901 | 1906 | 1911 | 1921 | 1926 | 1931 | 1936 |
| ---- | ---- | ---- | ---- | ---- | ---- | ---- | ---- | ---- |
| 608  | 655  | 610  | 559  | 546  | 537  | 534  | 507  | 515  |

| 1946 | 1954 | 1962 | 1968 | 1975  | 1982  | 1990  | 1999  | 2004  |
| ---- | ---- | ---- | ---- | ----- | ----- | ----- | ----- | ----- |
| 624  | 633  | 674  | 767  | 1 012 | 1 236 | 2 487 | 2 870 | 2 998 |

| 2006  | 2009  | 2014  | 2019  | 2022  | - | - | - | - |
| ----- | ----- | ----- | ----- | ----- | - | - | - | - |
| 3 065 | 3 168 | 3 418 | 3 923 | 3 975 | - | - | - | - |

### Cultes
Boos appartient à la paroisse catholique Saint-Paul du Mesnil – Plateau de Boos qui fait partie du doyenné Rouen-Nord de l'archidiocèse de Rouen.

## Culture locale et patrimoine

### Lieux et monuments
- Aéroport Rouen Vallée de Seine.
- Manoir de l'abbaye Saint-Amand[28] avec colombier XVIe siècle[29] à décor de faïence polychrome dû à Masseot Abaquesne. La propriété a appartenu à Lefort, président de la Société libre d'émulation de la Seine-Maritime[30].
- Église Saint-Sauveur, des XIIIe siècle, XVIe siècle et XVIIe siècle. Elle abrite les stalles de la Renaissance, provenant de l'église Notre-Dame de Franquevillette, détruite en 1825[31].

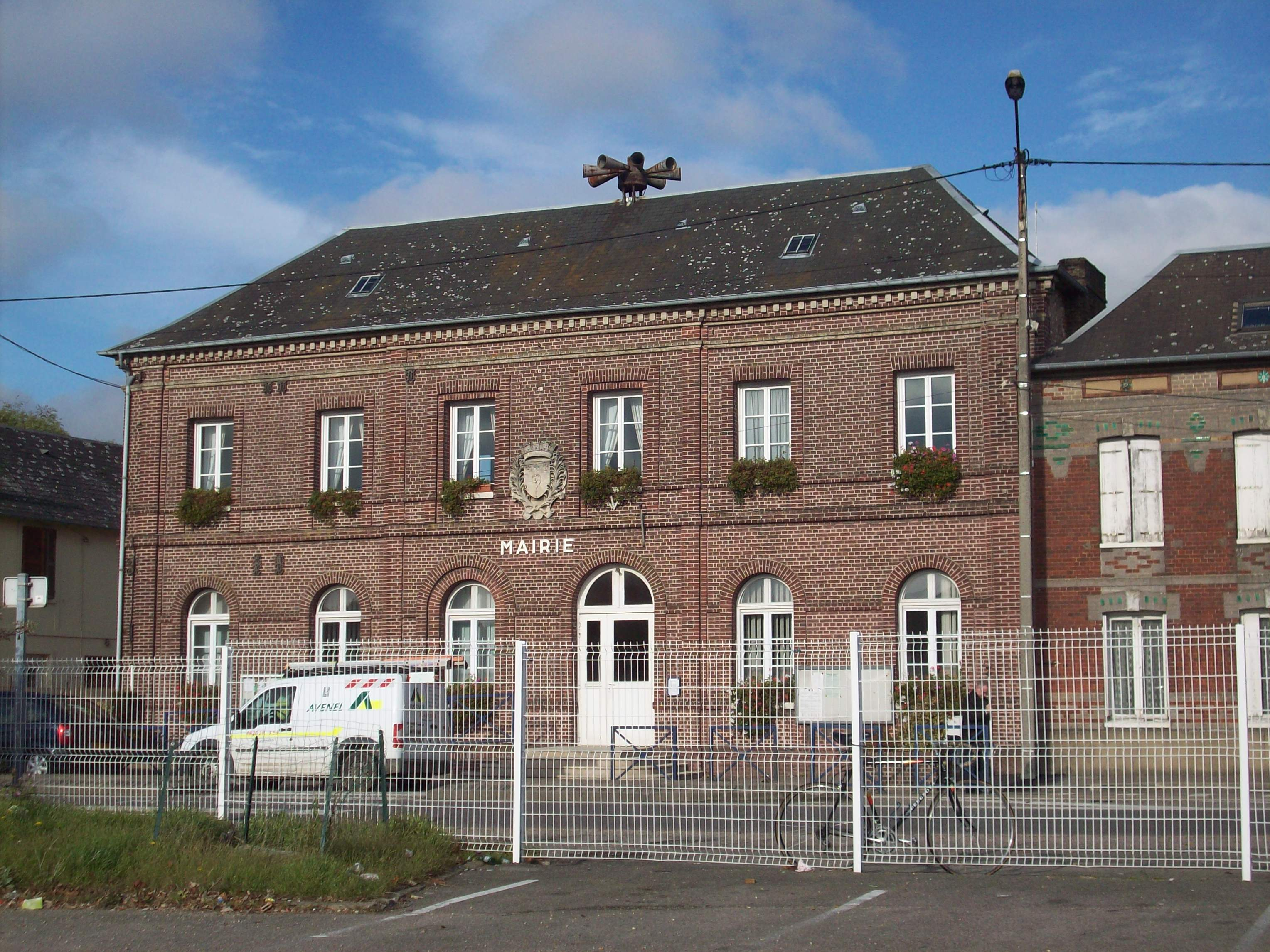
La mairie.
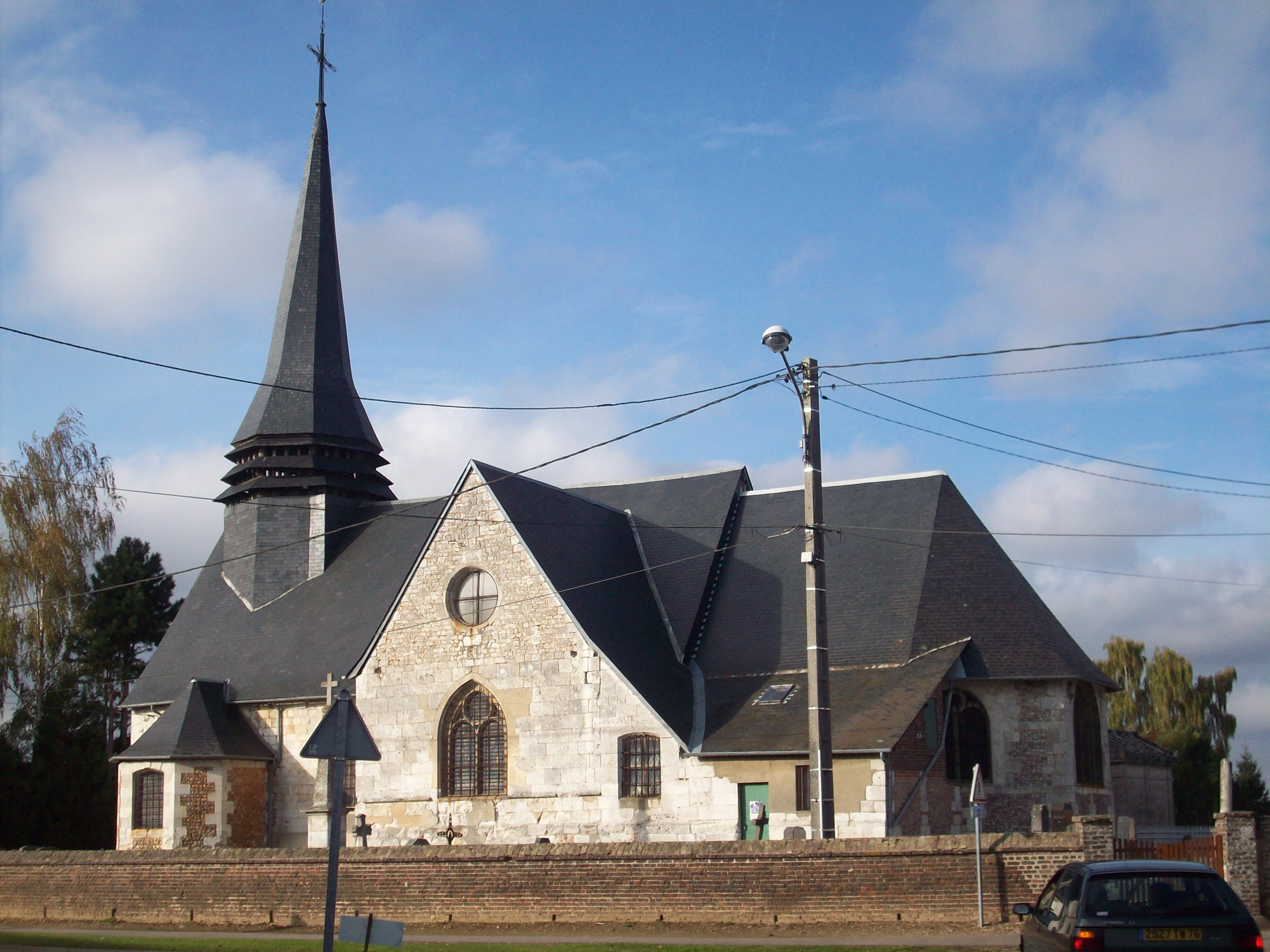
L'église Saint-Sauveur.
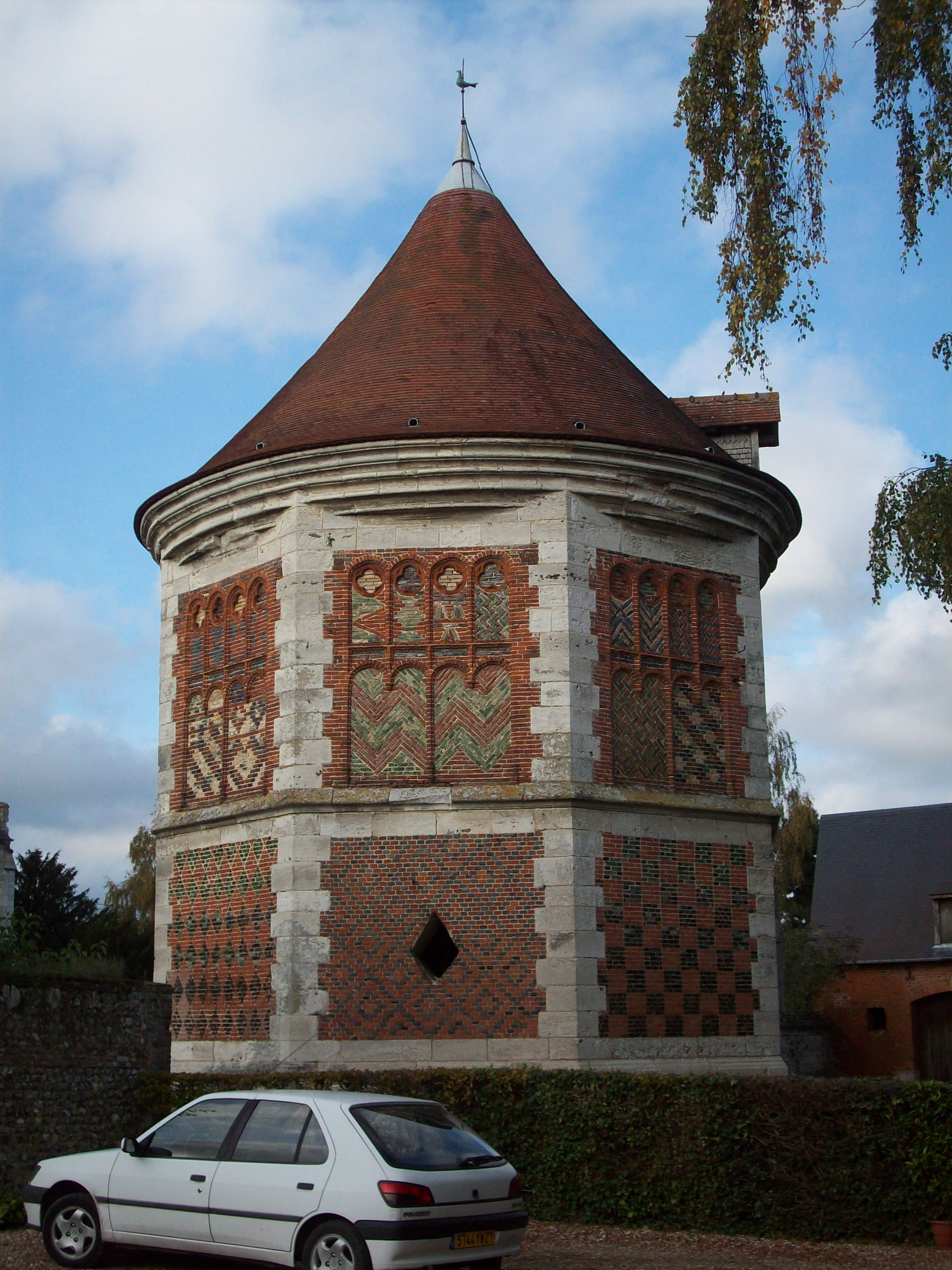
Le colombier.
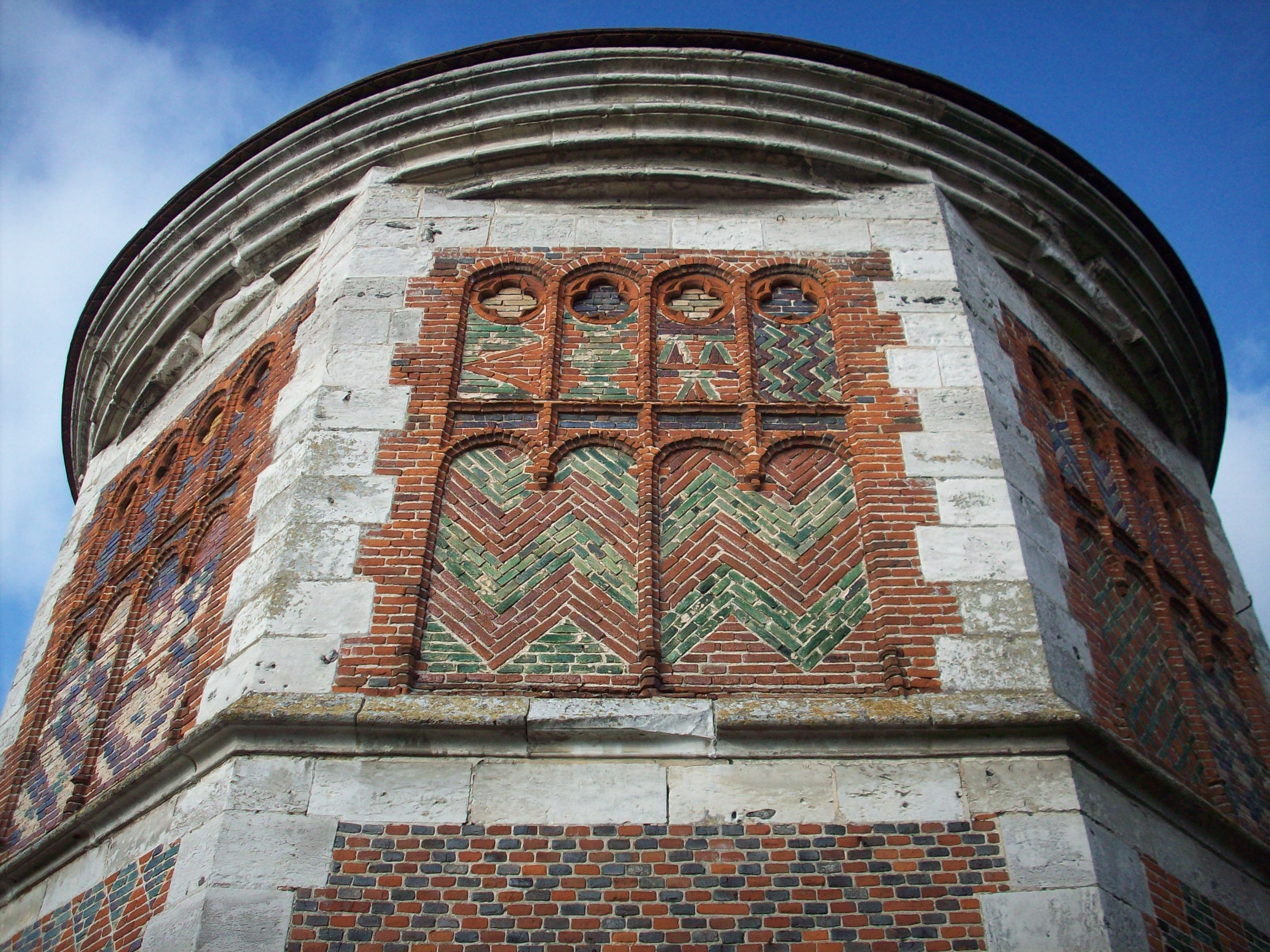
Détail sur les faïences polychromes.
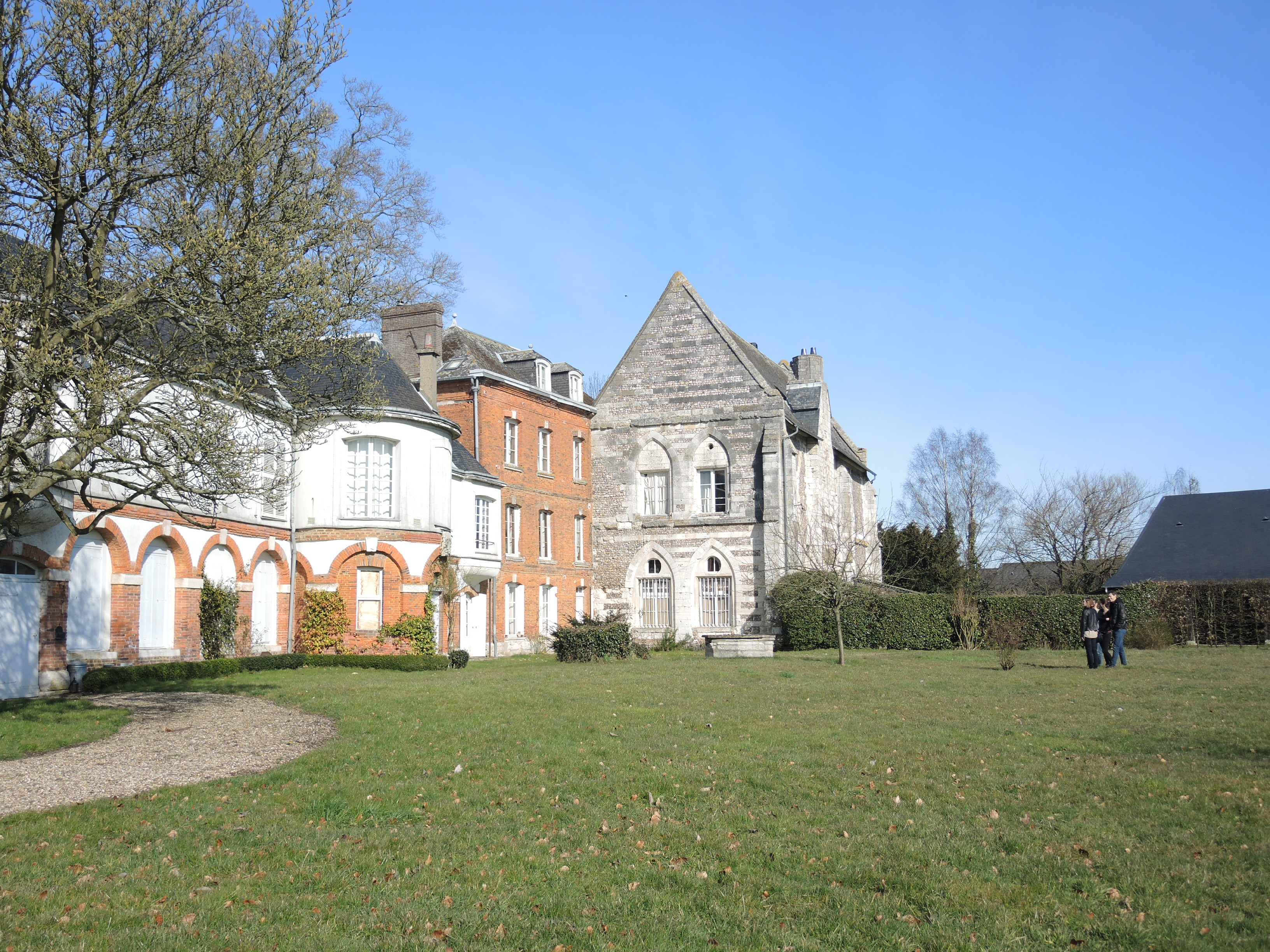
Le manoir des abbesses de Saint-Amand, façade est, montrant la partie médiévale au nord et la partie XVIIIe siècle au sud.
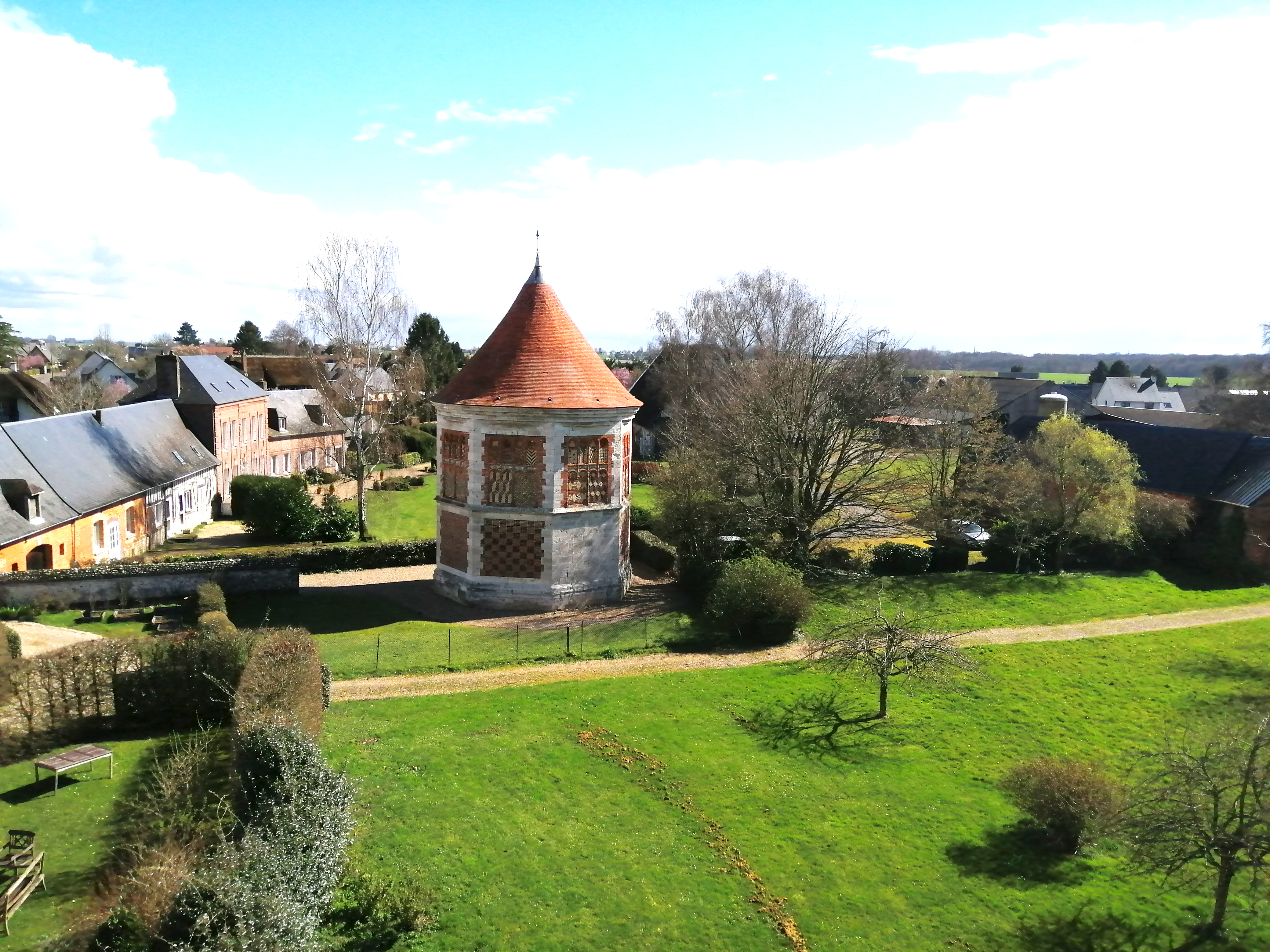
Le colombier dans le paysage, vue vers l'est

### Personnalités liées à la commune
- Pierre Dardel (1885-1969), notaire.
- Étienne Achavanne (1892-1940), résistant.

### Héraldique
| Armes de Boos | Les armes de Boos se blasonnent ainsi : De gueules à une tête de crosse d'argent, au chef cousu d'azur chargé de trois fleurs de lys d'or. |